# Oribotritia baikalica
Oribotritia baikalica är en kvalsterart som beskrevs av Wojciech Niedbała 2006. Oribotritia baikalica ingår i släktet Oribotritia och familjen Oribotritiidae. Inga underarter finns listade i Catalogue of Life.